# Fumigador

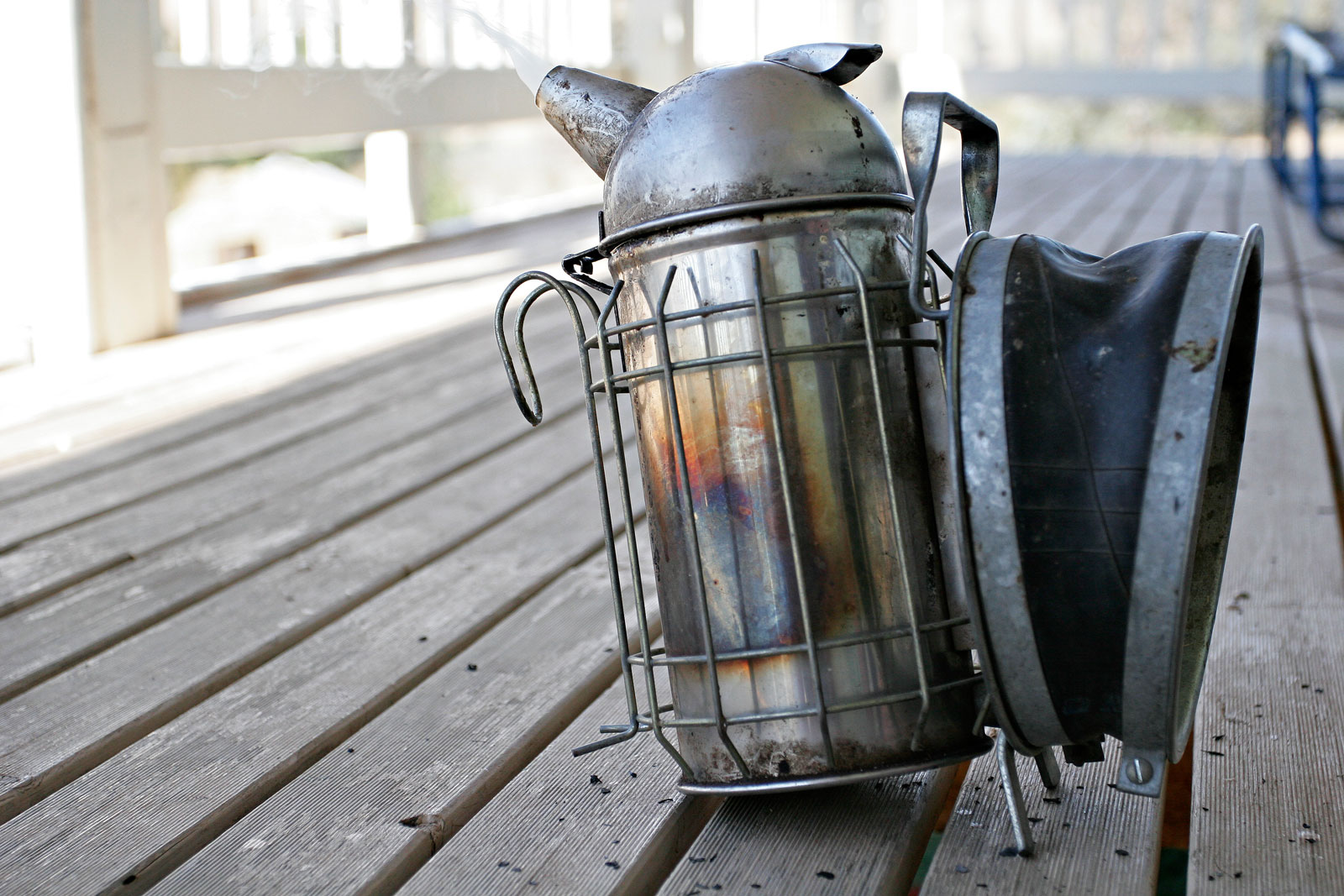
Fumigador com proteção de calor e um gancho.

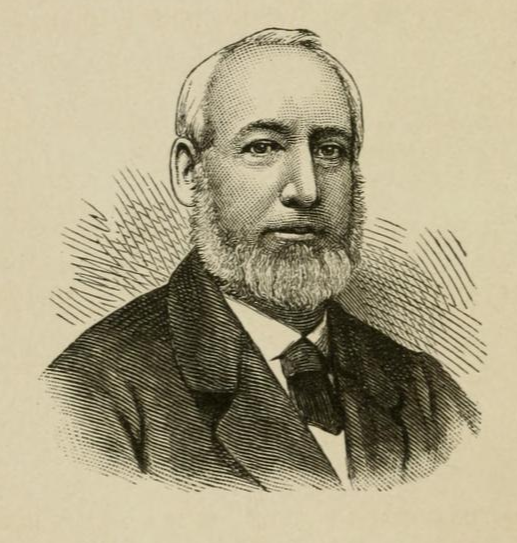
Moses Quinby.

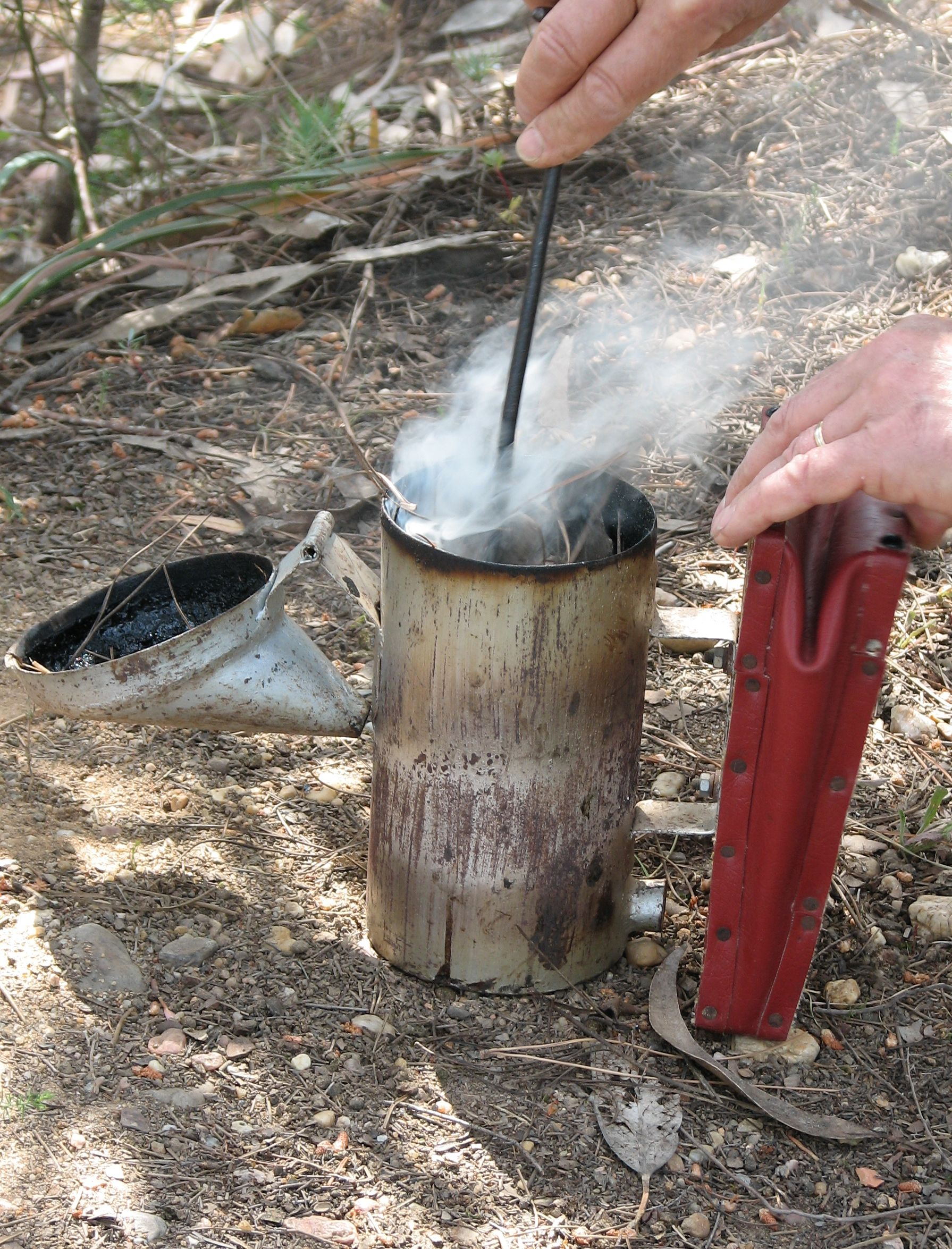
Fumigador em preparação para o uso

O fumigador é um dispositivo de apicultura com a função de produzir fumaça, sendo esta essencial para um manejo seguro com as abelhas.  Os fumigadores consistem num fole do qual o ar é soprado para dentro da câmara de combustão, onde o apicultor queima combustíveis sólidos naturais. Existem modelos modernos que são vendidos sem fole manual, sendo este substituído por uma ventoinha eléctrica a bateria que é ativada por um interruptor. O fumigador manual é geralmente composto de tampa, fole, fornalha, grelha e bico.

## História
Muito antes da invenção do fumigador, já era conhecido que o fumo acalmava as abelhas. Não é sabido quando é que surgiu esta prática mas tem sido usada em várias partes do mundo onde o mel é colhido na natureza. Pode ser acendida uma fogueira próxima a um ninho, e um galho fumegante ou uma tocha são levados ao ninho para criar este efeito.
No ano de 1875, Moses Quinby inventou o fumigador moderno, que devido aos seus ideais e crenças não patenteou qualquer das suas invenções (incluindo o fumigador), e assim sendo, doou à comunidade de apicultura.
A alternativa antiga era expelir a fumaça de um cachimbo por um tubo da boca da colmeia.
No mercado de hoje podem-se encontrar fumigadores de diferentes tamanhos, formas e materiais. Todos usam o mesmo princípio de foles. Os materiais mais comuns são feitos em chapa de aço zincado, de aço inoxidável ou de cobre.

## No Brasil
O fumigador hoje utilizado pelos apicultores brasileiros foi desenvolvido no Brasil, a partir do modelo anteriormente utilizado, de dimensões menores, após o processo de africanização que as abelhas sofreram no País. O modelo brasileiro por apresentar maior capacidade de armazenamento da matéria-prima a ser queimada, propicia a produção de fumaça por períodos mais longos, sem a necessidade de abastecer com regularidade. O desenvolvimento desse fumigador, juntamente com outras técnicas de manejo foram fundamentais para a continuidade da apicultura no Brasil, pois viabilizou o manejo das abelhas africanizadas.

## Funcionamento e uso
A fumaça é terceira linha de defesa do apicultor. A maioria dos apicultores usam um dispositivo de fumigação projetado para gerar fumaça da combustão incompleta de vários tipos combustíveis. A fumaça acalma as abelhas, pois esta inicia uma resposta natural de alimentação em antecipação de possível abandono das colmeia devido ao fogo na redondeza.  A fumaça também mascara os feromônios de alarme lançados pelas abelhas de guarda ou quando as abelhas são esmagadas numa inspeção. A confusão que se segue na colmeia cria uma oportunidade para que o apicultor possa abrir a colmeia e trabalhar sem provocar uma reação defensiva. Além disso, quando uma abelha consome mel distende o abdômen da abelha, supostamente, o que torna difícil fazer a flexão necessária  para ferroar, embora isso não tenha sido testado cientificamente.
A fumaça é de uso questionável num enxame livre (sem abelha-rainha), porque enxames não têm estoques de mel para se alimentar em resposta. Normalmente a fumaça não é necessária, já que enxames tendem a ser menos defensivos, pois não têm estoques de mel ou ninhada para defender, e um enxame novo terá se alimentado bem da colmeia que deixou para trás.
Muitos tipos de combustível podem ser utilizados num fumigador. Estes combustíveis incluem juta, barbante, estopa, caruma de pinheiro, papelão ondulado, grama seca, folhas secas, serragem de madeira ou madeira em decomposição. Apicultores da Índia, especialmente em Querala, usam muitas vezes fibras de coco que estão prontamente disponíveis, são seguras e de custo insignificante. Alguns fornecedores de materiais para apicultura também vendem combustíveis comerciais como polpa de papel e algodão comprimido, ou mesmo latas de aerossol com fumaça. Outros apicultores usam flores de sumac (planta do genêro Rhus e família Anacardiaceae) como combustível porque produz muita fumaça e não tem odor.
Existem até apicultores que usam "fumaça líquida" como uma alternativa mais segura e mais conveniente. Trata-se de uma solução à base de água que é pulverizada sobre as abelhas a partir de uma garrafa de pulverização de plástico.
O torpor das abelhas também pode ser induzido pela introdução de ar refrigerado na colmeia, porém a aplicação de dióxido de carbono refrigerado pode ter efeitos nocivos a longo prazo. 